# Diócesis de Satriano
La diócesis de Satriano (en latino: Dioecesis Satrianensis) fue una diócesis de la Iglesia católica, suprimida en 1818. Actualmente es una sede titular episcopal.

## Territorio
La diócesis comprendía la antigua ciudad medieval de Satrianum, en el actual municipio de Satriano de Lucania, y el territorio circunstante. De esta ciudad hoy no queda nada y están en curso algunas excavaciones arqueológicas, que han dado a la luz los restos de la catedral, dedicada a San Esteban Protomátir, y de diversos ambientes conectados, identificados con el palacio episcopale.
Antes de la supresión, la diócesis estaba constituida por solo 6 parroquias: tres en Caggiano y una en Sant'Angelo Le Fratte, Salvia (hoy Savoia) y Pietrafesa (hoy Satriano de Lucania), respectivamente.

## Historia

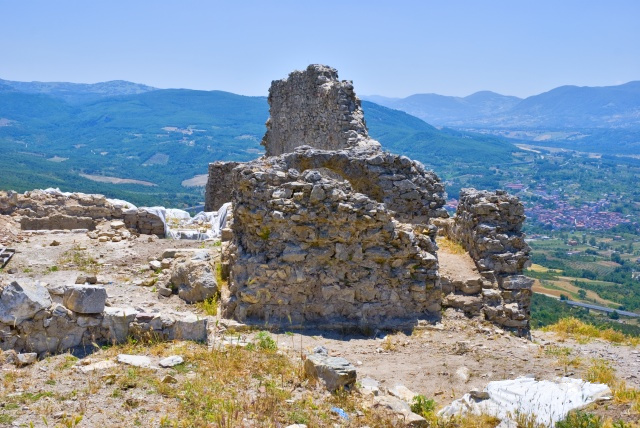
Ruinas del sitio donde se encontraba la antigua catedral.

La diócesis está documentada por primera vez en una bula del papa Urbano II, del 20 de julio de 1098, donde aparece entre las sufragáneas de la arquidiócesis de Conza. El primer obispo conocido fue Giovanni, mencionado en un diploma normando de 1108. Un homónimo está documentado en otro papel de 1135. Después de ellos, se conoce el obispo Pietro, que tomó parte en el concilio lateranense del 1179.
El historiador lucano Giacomo Racioppi, con base en documentos griegos del siglo XII, dice que la ciudad de Satriano posiblemente tuvo colonos griegos-bizantinos, de lo que se deduce que los primeros obispos de Satriano fueran de rito griego. Con los normandos la diócesis adoptaría el rito latino. Según las fuentes literarias, Satrianum fue rasa al suelo por orden de la reina Juana II de Nápoles, en 1430; sucesivamente fue abandonada a causa del terremoto que devastó todo el territorio en 1456. Hasta 1525 la sede temporánea de la diócesis fue Sant'Angelo Le Fratte donde vivieron por algún tiempo los obispos.
El 19 de junio de 1525 con la bula Pro excellenti praeeminentia, del papa Clemente VII, fue erigida la diócesis de Campaña, a la cua fue unida aeque principaliter la de Satriano. Sin embargo, los metropolitas eran de pertenencia distinta: Campaña dependía de la arquidiócesis de Salerno, mientras que Satriano quedó sometida a Conza.
El 27 de junio de 1818, la sede de Satriano fue suprimida con la bula De utiliori, del papa Pío VII y su territorio unido al de la diócesis de Campaña. Desde 1968 Satriano es una sede episcopal titular de la Iglesia católica; el actual obispo titular es Patrick Coveney, nuncio apostólico.

## Episcopologio

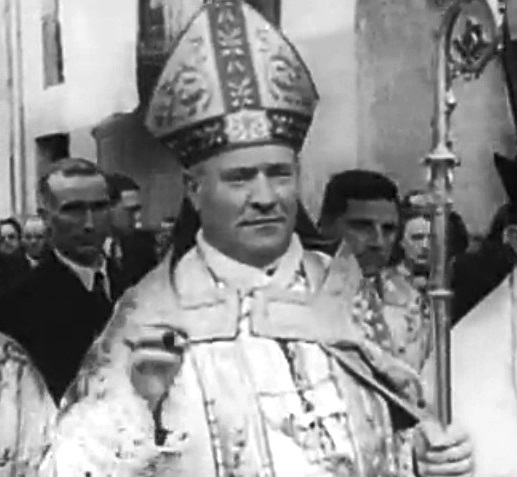
Ramón Iglesias y Navarri, fue el primer obispo titular de Satriano entre 1960 y 1970.

### Obispos de Satriano
- Giovanni I † (mencionado en 1108)[3]
- Giovanni II † (mencionado en 1135)
- Pietro † (mencionado en 1179)
- Felice † (mencionado en 1208)
- Anónimo † (mencionado en 1215)
- Anónimo † (1222-?)
- Nicola † (1223-1224)
- Leone, O.Cist. † (1267-1273)
- Lorenzo † (ca. 1284-1303)
- Francesco † (1304-1314)
- Arduino † (1314-1332)
- Francesco da Spoleto, O.F.M. † (1332-1348)
- Giovanni III † (1348-1369)
- Angelo Bartolomeo † (1369-1377)
- Tommaso † (1388-?)
  - Guglielmo di Sant'Angelo † (1388-?) antiobispo
- Riccardo ? † (1401-?)
  - Antonio Panciera † (1419-1420) administrador apostólico
- Andrea da Venezia, O.P. † (1420-1439)
- Pietro † (1439-?)
- Giacomo, O.S.B. † (1443-?)
- Pietro Orseoli † (1474-2483)
- Ladislao † (1483-1484)
- Giorgio, O.S.B. † (1484-1491)
- Tommaso di Acayre, O.P. † (1491-?)
- Agostino Orti, O.P. † (1500-1521)
- Cherubino Caietano, O.P. † (1521-1525)
  - Sede unida a Campagna (1525-1818)

### Obispos titulares
- Ramón Iglesias y Navarri † (1960-1970)
- Paul Augustin Mayer, O.S.B. † (1972-1985)
- Patrick Coveney (1985-2022)
- Emilio Nappa (desde el 3 de diciembre de 2022)